# Alfred Jodocus Kwak Vader
Alfred Jodocus Kwak Vader is een muziekalbum met nummers van de gelijknamige muziektheaterproductie van Harlekijn Holland. De muziek is, op enkele klassieke Alfred Jodocus Kwak-liedjes na, geschreven door Marnix Dorrestein op de liedteksten van Eva Schuurmans.